# František Maršner
František Maršner (29. dubna 1857 Buštěhrad – 28. července 1917 Praha) byl český cukrář, průmyslník a podnikatel v potravinářství. Se svou ženou Albínou spoluzaložil a vlastnil úspěšný závod Továrna na orientálské cukrovinky F. Maršner na výrobu orientálních cukrovinek a čokolády na Královských Vinohradech, později přejmenované na Orion a ikonickým logem modré hvězdy. Podnik založený roku 1891 se následně vypracoval na největší závod svého druhu v Čechách a jeden z největších v celém Rakousku-Uhersku.

## Život

### Mládí
Narodil se v Buštěhradu u Kladna, vyučil se obchodníkem. Roku 1882 se oženil s Albínou Maršnerovou a otevřel si na Kladně obchod se smíšeným zbožím. Kromě koloniálního zboží zde nabízel zde též jím vydávanou národohospodářskou literaturu a svůj časopis Obchodní listy, ale nebyl zde příliš úspěšný. Obchod prodal a s manželkou se přestěhoval na Královské Vinohrady, do Balbínovy ulice.

### Orion na Královských Vinohradech

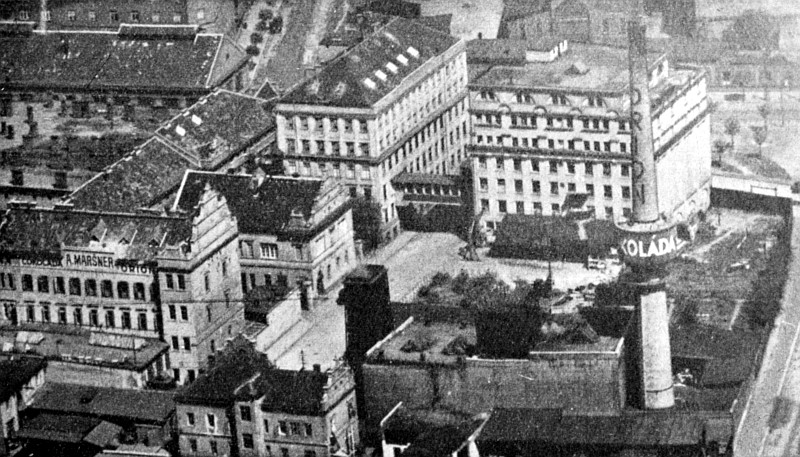
Vinohradská čokoládovna Orion v roce 1935

Maršner následně začal pracovat se svou ženou Albínou, která si roku 1890 zřídila cukrářskou živnost. Roku 1891 začali na primitivním ohništi ve sklepní dílně vařit turecký med. Postupně se výroba rozšiřovala o další orientální cukrovinky. Roku 1896 začali František a Albína Maršnerovi jednat o výstavbě nové továrny na Korunní třídě za měšťanským pivovarem, výstavba byla povolena roku 1897. Firma byla zapsána v obchodním rejstříku jako veřejná obchodní společnost pod názvem Továrna na orientálské cukrovinky F. Maršner, hlavní závod na Královských Vinohradech, odštěpný v Praze. Výroba byla ještě před Vánocemi roku 1897 rozšířena o zpracování kakaových bobů na čokoládu a čokoládové cukrovinky. Ve stejném roce přišla firma z Maršnerovy iniciativy k výrobě čokoládových figurek a vánočních kolekcí, které významně přispěly k popularitě závodu. Maršner též přišel s novým způsobem výroby kokosového másla. Byl propagátorem čokolády jakožto zdraví prospěšné potraviny.
V roce 1901 byla ustavena akciová společnost pod názvem První česká akciová společnost továren na orientálské cukrovinky a čokoládu na Královských Vinohradech, která převzala veškerou podstatu firmy Albíny Maršnerové. Roku 1914 uvedla firma na trh model čokolády nazvané Orion se symbolem modré hvězdy podle návrhu grafika Zdeňka Rykra. Hvězdu později přebrala společnost jako své logo, stejně jako název Orion.
Jelikož byla firma původně zapsána na osobu Albíny Maršnerové, bývá firma také uváděna, například v inzercích, pod zkratkou A. Maršner.
František Maršner se též aktivně účastnil společenského života: přispěl na dostavbu vinohradské obchodní školy, spoluzaložil lázně ve Svatém Janu pod Skalou. Opětovně působil též jako vydavatel národohospodářských publikací a cestopisů.

### Úmrtí
František Maršner zemřel 28. července 1917 v Praze ve věku 60 let. Byl mu vystrojen majestátní pohřeb, kterého se zúčastnila velká část zaměstnanců továrny. Pohřben byl v rodinné hrobce na Vinohradském hřbitově.
Období první světové války firma úspěšně přežila a po válce svoji výrobu ztrojnásobila a dále rozšiřovala sortiment. Značku Orion začala společnost pro své výrobky používat roku 1924, název Orion, továrny na čokoládu, a. s., Praha byl přijat v roce 1928. Až do druhé světové války patřil Orion mezi nejznámější evropské výrobce čokolády a cukrovinek.
Kolem 1500 zaměstnanců zde vařilo čokoládu, vyrábělo šuměnky, kakao, rumové pralinky, banány v čokoládě, kočičí jazýčky nebo kaštany.